# Саватий (Лёвшин)
Архиепи́скоп Савати́й (в миру Степа́н Васи́льевич Лёвшин; 1824, Черноисточинский завод, Верхотурский уезд, Пермская губерния — 8 сентября 1898, Москва) — предстоятель Древлеправославной Церкви Христовой старообрядцев, приемлющих белокриницкую иерархию с титулом архиепископ Московский и всея Руси.

## Биография
Родился в 1824 году в семье крестьянина Черноисточинского завода Верхотурского уезда Пермской губернии, принадлежавшего Демидовым. С младенчества воспитывался в старообрядческой среде.
В 25 лет он ушел в тайгу «ради спасения душевного». Глухие уральские леса и в XIX веке по-прежнему изобиловали десятками потаённых убежищ и небольших обителей, в которых проживало по 2—3, а иногда и до десятка старообрядческих иноков.
Около 10 лет провёл в скитаниях, спасаясь от властей, переходя из одного скита в другой.
В 1856 году был пострижен епископом Саратовским Афанасием (Кулибиным) в иночество в старообрядческом скиту на Урале.
К тому инок Савватий был уже начитан и хорошо подготовлен. Отличная память и великолепный музыкальный слух, которыми обладал молодой инок, по всей видимости, расположили епископа Афанасия. Вскоре Савватий был удостоен степени иеродиакона, а еще через неделю рукоположён в священноинока.
Став священником, начал путешествовать по Уралу и Западной Сибири, проповедуя древлеправославие и совершая необходимые требы.
В 1857 году в Сылвенском заводе Савватий был первый раз арестован и по окончании следствия выслан на родину. По видимому он не задержался надолго в Черноисточинске и стал ездить по уездам Пермской, Оренбургской и Тобольской губерний. В конце 1850-х годов некоторое время провёл в старообрядческом златоустовском скиту, в 1860 году он неоднократно служил литургии в Тюмени, в 1861—1862 годы объехал с проповедью Шадринский, Курганский, Ялуторовский и Тюменский округа, где основательно познакомился с местными староверами и зарекомендовал себя ревностным поборником «древлего благочестия».
6 декабря 1862 года по поручению епископа Онуфрия, управлявшего в то время российскими церковно-иерархическими делами, епископ Казанский Пафнутий (Шикин) рукоположил Саватия в епископа на Тобольскую и всея Сибири епархию.
Дважды во время архиерейских служений жандармы пытались арестовать Саватия, но в последний момент он спасался. В третий раз, в 1865 году, он был арестован в Томской губернии, в деревне Красный Яр, по обвинению в наименовании себя епископом и пропаганде старообрядчества. Просидел в томском тюремном замке шесть лет. В 1871 году его сослали в Тулу под надзор полиции.
После смерти архиепископа Московского Антония (Шутова) Освященный собор избрал его на Московский престол, и 10 октября 1882 года епископы Казанский Пафнутий (Шикин), Новозыбковский и Балтский Сильвестр (Малышев) и Нижегородский Кирил возвели его в архиепископское достоинство.
Будучи архиепископом, заботился о пополнении старообрядческих общественных библиотек, куда делал ценные «вклады».
В сане Архиепископа Московского и всея Руси он служил почти 16 лет. Слабым характером архиепископа Саватия воспользовались члены «духовного совета», состоявшего из старообрядческих священников и мирян Москвы, фактически забравшие всю духовную власть.
Автор ряда посланий и поучений. Был владельцем нескольких больших книжных собраний.
В 1898 году был вынужден дать подписку правительству в том, что не будет более называться Архиепископом и священнодействовать.
19 марта 1898 года собор епископов под председательством епископа Нижегородского Кирилла (Мухина), постановил:

Освященный Собор российских старообрядческих епископов, получив сведения о том, что Московский архиепископ Савватий, дал в сыскной полиции подписку не именоваться более архиепископом Московским и всея России. И на Соборе, допросив архиепископа Савватия о сей подписке, узнали, что он действительно дал таковую подписку; только ему мнится, аки бы в какой-то другой форме. Но все-таки он после нее уже не может более подписываться архиепископом. Собор находит, что таковой неосмотрительный поступок его близко подходит под суд 62 правила святых Апостол.
Однако же, снисходя маститой старости и простоте его, принимает во уважение заявленную им просьбу, чтобы дозволить ему именоваться в среде христиан apxиепископом до смерти, и, где он изберет себе место жительства, келейно совершать Божественную литургию. Освященный Собор, руководствуясь определением 17 правила Св. Василия Великого, позволяет ему именоваться архиепископом, только без управления какою-либо епархиею, и предлагает избрать для себя место жительства, кроме Московской губернии, и там разрешает совершать Божественную литургию, с разрешения местного епископа

Остаток жизни провёл в скитах Саратовской губернии.
Скончался 8 сентября 1898 в Москве, погребен на Рогожском кладбище.